# Savigny-sur-Orge
Savigny-sur-Orge je južno predmestje Pariza in občina v osrednjem francoskem departmaju Essonne regije Île-de-France. Leta 1999 je naselje imelo 37.712 prebivalcev.

## Geografija
Naselje leži v osrednji Franciji ob reki Orge 12 km severozahodno od Évryja in 19 km od središča Pariza.

## Administracija
Savigny-sur-Orge je sedež istoimenskega kantona. Del občine leži tudi v kantonu Juvisy-sur-Orge. Oba kantona sta sestavna dela okrožja Palaiseau.

## Zgodovina
Med uličnimi nemiri v Franciji 2005 je bil Savigny prvi kraj, v katerem je bila izvršena policijska ura.

## Zanimivosti
- cerkev sv. Martina iz 12. stoletja, večkrat prenovljena, nazadnje 1990,
- dvorec iz 15. do konca 16. stoletja, danes Licej Jean-Baptiste Corot,
- železniška postaja iz začetka 20. stoletja,
- akvedukt de la Vanne.